# Mait Riisman
Mait Riisman (ryska: Майт Аугустович Рийсман, Majt Augustovitj Rijsman), född 23 september 1956 i Tallinn, död 17 maj 2018, var en estländsk vattenpolotränare och före detta sovjetisk vattenpolospelare. Han tog OS-guld 1980 med Sovjetunionens landslag.
Riisman gjorde fyra mål i den olympiska vattenpoloturneringen i Moskva, varav tre i matchen mot Sverige som Sovjetunionen vann med 12–1. Han var tränare för Racing Club de France 1991–1996.